# Svenska mästerskapen i kortbanesimning 1964
Svenska mästerskapen i kortbanesimning 1964 avgjordes i Kristiansborgsbadet, Västerås 1964. Det var den tolfte upplagan av kortbane-SM.

## Medaljsummering

### Herrar
| Gren              | Guld                         | Guld                         |
| 200 m frisim      | Jan Lundin 2.03,1            | Stockholmspolisens IF        |
| 800 m frisim      | Ingvar Eriksson 9.35,6       | Sundsvalls SS                |
| 100 m fjärilsim   | Ingvar Eriksson 1.01,3       | Sundsvalls SS                |
| 100 m ryggsim     | Leif Sjöblom 1.04,3          | SK Neptun                    |
| 200 m bröstsim    | Björn Finnsson 2.38,2        | Stockholmspolisens IF        |
| 4x100 m frisim    | SK Neptun 3.48,7             | SK Neptun 3.48,7             |
| 4x100 m fjärilsim | Stockholmspolisens IF 4.19,3 | Stockholmspolisens IF 4.19,3 |
| 4x100 m ryggsim   | SK Neptun 4.35,5             | SK Neptun 4.35,5             |
| 4x100 m bröstsim  | SK Ran 4.57,6                | SK Ran 4.57,6                |

### Damer
| Gren              | Guld                         | Guld             |
| 200 m frisim      | Ann-Christine Hagberg 2.17,2 | SK Neptun        |
| 800 m frisim      | Ann-Charlott Lilja 10.01,9   | SK Najaden       |
| 100 m fjärilsim   | Lotten Andersson 1.11,7      | Timrå AIF        |
| 200 m ryggsim     | Lena Bengtsson 2.35,7        | SK Neptun        |
| 200 m bröstsim    | Monica Israelsson 2.57,3     | Karlskrona SS    |
| 4x100 m frisim    | SK Neptun 4.21,2             | SK Neptun 4.21,2 |
| 4x100 m fjärilsim | SK Neptun 5.09,7             | SK Neptun 5.09,7 |
| 4x100 m ryggsim   | Malmö S 5.06,3               | Malmö S 5.06,3   |
| 4x100 m bröstsim  | Malmö S 5.43,2               | Malmö S 5.43,2   |